# Championnats du monde de karaté 1994
Navigation
Édition précédente Édition suivante
Les championnats du monde de karaté 1994 ont eu lieu à Kota Kinabalu, en Malaisie, en décembre 1994. Il s'agissait de la douzième édition des championnats du monde de karaté senior. Au total, 684 karatékas provenant de 61 pays du monde ont participé aux seize épreuves au programme.

## Résultats

### Épreuves individuelles

#### Kata
| Rang | Pays    | Karatéka        |
| ---- | ------- | --------------- |
| 1    | France  | Michaël Milon   |
| 2    | Japon   | Ryoke Abe       |
| 3    | Espagne | Luis-Maria Sanz |

| Rang | Pays     | Karatéka          |
| ---- | -------- | ----------------- |
| 1    | Japon    | Hisami Yokoyama   |
| 2    | Italie   | Cinzia Colaiacomo |
| 3    | Autriche | Damielle Lamond   |

#### Kumite

##### Kumitemasculin
| Rang | Pays        | Karatéka        |
| ---- | ----------- | --------------- |
| 1    | France      | Damien Dovy     |
| 2    | Turquie     | Hakan Yagli     |
| 3    | Iran        | Mehdi Amouzadeh |
| 3    | Philippines | Enrice Azarcon  |

| Rang | Pays      | Karatéka      |
| ---- | --------- | ------------- |
| 1    | Japon     | Teruchika Ito |
| 2    | Italie    | Daniele Simmi |
| 3    | France    | Michaël Braun |
| 3    | Australie | Marc Golding  |

| Rang | Pays      | Karatéka          |
| ---- | --------- | ----------------- |
| 1    | Japon     | Shisua Shiina     |
| 2    | France    | Romain Anselmo    |
| 3    | Allemagne | Samad Azadi       |
| 3    | Slovénie  | Clement Stanovnik |

| Rang | Pays      | Karatéka           |
| ---- | --------- | ------------------ |
| 1    | Autriche  | Daniel Devigli     |
| 2    | Allemagne | Kosta Sariyannis   |
| 3    | Finlande  | Mikko Ruotsalainen |
| 3    | Japon     | Jurinchi Watanabe  |

| Rang | Pays               | Karatéka        |
| ---- | ------------------ | --------------- |
| 1    | Italie             | David Benetello |
| 2    | Antigua-et-Barbuda | Dudley Josepa   |
| 3    | Suède              | Gabriel Berg    |
| 3    | France             | Gilles Cherdieu |

| Rang | Pays    | Karatéka             |
| ---- | ------- | -------------------- |
| 1    | France  | Alain Le Hetet       |
| 2    | Japon   | Yasumasa Shimizu     |
| 3    | Turquie | Sedat Cendiz         |
| 3    | Espagne | Fernando Luis Garcia |

| Rang | Pays    | Karatéka         |
| ---- | ------- | ---------------- |
| 1    | Japon   | M. Takenouchi    |
| 2    | Croatie | Enver Idrizi     |
| 3    | Espagne | Oscar Olivares   |
| 3    | France  | Christophe Pinna |

##### Kumiteféminin
| Rang | Pays        | Karatéka      |
| ---- | ----------- | ------------- |
| 1    | Finlande    | Sari Laine    |
| 2    | Royaume-Uni | Jillian Toney |
| 3    | Australie   | Robyn Choi    |
| 3    | Japon       | Hiromi Hasama |

| Rang | Pays    | Karatéka       |
| ---- | ------- | -------------- |
| 1    | Japon   | Mayumi Baba    |
| 2    | France  | Monique Amghar |
| 3    | Espagne | Carmen Garcia  |
| 3    | Turquie | Leya Gedik     |

| Rang | Pays           | Karatéka        |
| ---- | -------------- | --------------- |
| 1    | Afrique du Sud | Sandra Louw     |
| 2    | Australie      | Laurene Bevaart |
| 3    | Turquie        | Nurhan Firat    |
| 3    | Espagne        | Rosa Ortega     |

### Épreuve par équipes

#### Kata
| Rang | Pays   | Karatékas                                      |
| ---- | ------ | ---------------------------------------------- |
| 1    | Japon  |                                                |
| 2    | France | Yves Bardreau, Michaël Milon et Laurent Riccio |
| 3    | Pérou  |                                                |

| Rang | Pays    |
| ---- | ------- |
| 1    | Japon   |
| 2    | Italie  |
| 3    | Espagne |

#### Kumite
| Rang | Pays                   | Karatékas                                                                          |
| ---- | ---------------------- | ---------------------------------------------------------------------------------- |
| 1    | France                 | Romain Anselmo, Michaël Braun et Alain Varo, Serge Tomao, Alain Le Hetet notamment |
| 2    | Royaume-Uni            |                                                                                    |
| 3    | Antilles néerlandaises |                                                                                    |
| 3    | Finlande               |                                                                                    |

| Rang | Pays                                           |
| ---- | ---------------------------------------------- |
| 1    | Espagne                                        |
| 2    | Royaume-Uni                                    |
| 3    | Brésil                                         |
| 3    | France Maryse Mazurier, Sonia Pallin notamment |

## Tableau des médailles
Au total, 60 médailles ont été attribuées à 20 pays différents, et sept remportent avec au moins une médaille en or. Le Japon termine largement en tête du tableau des médailles tandis que le pays hôte n'obtient aucune médaille.
| Tableau des médailles |                        |    |        |        |       |
| Rang                  | Pays                   | Or | Argent | Bronze | Total |
| 1                     | Japon                  | 7  | 2      | 2      | 11    |
| 2                     | France                 | 4  | 3      | 4      | 11    |
| 3                     | Italie                 | 1  | 3      | 0      | 4     |
| 4                     | Espagne                | 1  | 0      | 6      | 7     |
| 5                     | Finlande               | 1  | 0      | 2      | 3     |
| 6                     | Autriche               | 1  | 0      | 1      | 2     |
| 7                     | Afrique du Sud         | 1  | 0      | 0      | 1     |
| 8                     | Royaume-Uni            | 0  | 3      | 0      | 3     |
| 9                     | Turquie                | 0  | 1      | 3      | 4     |
| 10                    | Australie              | 0  | 1      | 2      | 3     |
| 11                    | Allemagne              | 0  | 1      | 1      | 2     |
| 12                    | Antigua-et-Barbuda     | 0  | 1      | 0      | 1     |
| 12                    | Croatie                | 0  | 1      | 0      | 1     |
| 14                    | Antilles néerlandaises | 0  | 0      | 1      | 1     |
| 14                    | Brésil                 | 0  | 0      | 1      | 1     |
| 14                    | Iran                   | 0  | 0      | 1      | 1     |
| 14                    | Pérou                  | 0  | 0      | 1      | 1     |
| 14                    | Philippines            | 0  | 0      | 1      | 1     |
| 14                    | Slovénie               | 0  | 0      | 1      | 1     |
| 14                    | Suède                  | 0  | 0      | 1      | 1     |